# مارسيلو (لاعب كرة قدم مواليد 1978)
مارسيلو (بالبرتغالية: Marcelo Henrique de Aguiar Quarterole‏) هو لاعب كرة قدم برازيلي في مركز الهجوم، ولد في 28 سبتمبر 1978 في Campo Grande, Rio de Janeiro ‏ في البرازيل. لعب مع أونياو ليريا ونادي بارانا ونادي بوتافوغو ونادي سانتا كروز ونادي ناوتيكو.